# Måneskin
Måneskin je italská rocková hudební skupina z Říma. S písní „Zitti e buoni“ reprezentovala Itálii na Eurovision Song Contest 2021 v nizozemském Rotterdamu, kde ve finále se ziskem 524 bodů zvítězila.

## Historie
Členové kapely jsou spolužáci ze střední školy v Římě, kde se i poprvé setkali. Kapela se skládá ze čtyř členů: Damiano David (vokály), Victoria De Angelis (baskytara), Thomas Raggi (kytara) a Ethan Torchio (bicí). V roce 2015 se rozhodli založit kapelu, která byla pojmenována po dánském označení pro měsíční svit – Måneskin (jméno vymyslela Victoria). V roce 2017 se zúčastnili italské verze X Factor. Díky kombinaci stylů rocku, popu a reggae se dostali do týmu Manuela Agnelliho, frontmana italské rockové skupiny Afterhours. Probojovali se až do finále, ale to nakonec vyhrál zpěvák Lorenzo Licitra. V průběhu soutěže vyšlo jejich první EP, deska chosen, za kterou dostali platinovou desku. Na začátku roku 2018 kapela cestovala po italských klubech a v březnu vydala další oceněnou píseň, „Morirò da re“. Během svého podzimního turné v roce 2018 zahajovala 6. září koncert skupiny Imagine Dragons v Miláně. V říjnu 2018, v rámci přípravy na první studiové album, se kapela dostala na první místo v italských hitparádách s baladou „Torna a casa“. Album s názvem Il ballo della vita vyšlo v listopadu a také se dostalo na první místo v žebříčku. K propagaci alba uvedla kapela v kinech dokumentární film s názvem This Is Måneskin, který měl premiéru 6. října 2018. V roce 2019 následovaly další úspěšné singly jako „L'altra dimensione“ nebo „Le parole lontane“. Jejich druhé studiové album vyšlo 19. 3. 2021. Nese název Teatro d'ira: Vol. I a obsahuje např. skladby „Zitti e buoni“, „Coraline“, „Vent’anni“ a „I Wanna Be Your Slave“. V říjnu téhož roku vyšel ještě singl „Mammamia“. Dne 20. 1. 2023 vyšlo album s názvem Rush!

### Eurovision Song Contest 2021
S písní „Zitti e buoni“, se kterou zvítězili na Festivalu Sanremo v roce 2021, se účastnili soutěže Eurovision Song Contest 2021 v Rotterdamu. Nahradili tak italského zpěváka Diodata s písní „Fai rumore“, když byl Eurovision Song Contest 2020 přeložen kvůli pandemii covidu-19 na rok 2021. Podle informací sázkařských kanceláří neměla píseň největší šance na výhru. Ve finále díky diváckým hlasům porazili favority francouzskou reprezentantku Barbaru Pravi, švýcarského reprezentanta Gjon's Tearse a maltskou reprezentantku Destiny a stali se tak vítězi 65. ročníku soutěže.

## Diskografie
- Il ballo della vita (2018)
- Teatro d'ira: Vol. I (2021)
- Rush! (2023)

## Ocenění
| Název alba           | Ocenění                 |
| -------------------- | ----------------------- |
| Chosen (EP)          | platinová a zlatá deska |
| Teatro d'ira: Vol. I | platinová deska         |

| Název skladby         | Ocenění                 |
| --------------------- | ----------------------- |
| Fear for Nobody       | platinová a zlatá deska |
| Are You Ready?        | platinová a zlatá deska |
| Beggin’ (cover)       | platinová deska         |
| Le parole lontane     | platinová deska         |
| Zitti e Buoni         | platinová a zlatá deska |
| Coraline              | platinová a zlatá deska |
| Vent’anni             | platinová deska         |
| I Wanna Be Your Slave | platinová a zlatá deska |